# 巴斯克地区联合
巴斯克地区联合（巴斯克语：Euskal Herria Bildu），简称比尔杜（EH Bildu），是西班牙巴斯克自治区的一个左翼民族主义政党联盟，拥有注册政党地位。该联盟成立于2011年。该联盟主张巴斯克自治区独立。该联盟的领导人是Pello Urizar。目前，该联盟是仅次于巴斯克民族主义党的巴斯克自治区第二大政治力量。